# Jeremy Jordan (acteur pornographique)
Pour les articles homonymes, voir Jordan et Jeremy Jordan (homonymie).
Jeremy Jordan, né le 20 février 1978 à Strathroy (Ontario), est un acteur de porno gay canadien, travaillant pour différents studios.

## Carrière
Il a déclaré avoir été molesté enfant dans un documentaire télévisé en 2008.
Jeremy Jordan a commencé sa carrière dans le porno en 1999 chez Jocks, une division des studios Falcon. Son premier film pour ces studios fut Thrusted, et beaucoup d'autres suivirent. Il avait 21 ans au début du tournage de Thrusted et représentait bien le type du petit blondinet. Son corps mince et lisse, ses yeux brillants et sa chevelure très blonde ont fait rapidement de lui, en tant que passif, une star du début des années 2000.
Jeremy Jordan a tourné dans de nombreux films (36 jusqu'à août 2005) pour des studios professionnels renommés, incluant Falcon, Men of Odyssey, All Worlds et Pacific Sun. La plupart de ces films furent réalisés par le célèbre réalisateur de porno gay Chi Chi LaRue. En plus de son look, il a aussi gagné sa popularité grâce à son ardeur visible pour l'anulingus, le sexe oral et le sexe anal dans chaque scène où il apparaît. 
Jeremy Jordan joue le rôle de passif dans de nombreux films en compagnie de Billy Brandt, Antonio Madiera, Nick Young et son petit ami, Jason Hawke. Mais à de rares occasions, il peut être aussi actif, comme avec Jason Hawke dans Boyland ou avec Billy Brandt dans un bonus du DVD No Way Out. Il est aussi apparu sur de nombreuses photos pour des magazines pornographiques et a fait la couverture du magazine Freshmen en avril 2005.
En 2004, le photographe américain Timothy Greenfield-Sanders a publié un livre d'art (XXX: 30 Porn Star Photographs) montrant 30 stars de porno. Toutes les stars ont été photographiées habillées et nues. Un de ses modèles fut Jeremy Jordan, photographié avec Jason Hawke. Les portraits du livre ont été présentés à Santa Monica en avril 2005, et exposés dans une galerie d'art moderne à Milan fin 2005.

## Vidéographie
- Thrusted, 1999 (Jocks)
- The Violation Part 2, 2000 (Jocks, réalisateur : Chi Chi LaRue)
- Out of Athens, 2000 (Falcon)
- No Way Out, 2000 (Falcon)
- Hard To Hold, 2000 (Jocks)
- Bad Behaviour, 2000 (Falcon)
- Tulsa County Line, 2001 (Men of Odyssey)
- SuperCharge, 2001 (Studio 2000)
- The Seven Deadly Sins: Envy, 2001 (All Worlds Video)
- Porn Struck II, 2001 (All Worlds Video)
- Hooked, 2001 (Jocks)
- Big As They Come III, 2001 (Jocks, réalisateur : Chi Chi LaRue)
- Alone With - Volume 1, (Falcon)
- Aim To Please, 2001 (Mustang, réalisateur : Chi Chi LaRue)
- Straight Bodybuilders Do, 2002 (Big Blue Productions)
- The Scout Club, 2002 (Studio 2000)
- Knight Spot, 2002 (All Worlds Video)
- Head Games, 2002 (Jocks, réalisateur : Chi Chi LaRue)
- Hard as Rock, 2002 (Big Blue Productions)
- Finish Me Off, 2002 (Channel 1 Releasing / Rascal Video)
- Defined, 2002 (Falcon)
- Deep South Part 1, 2002 (Falcon, réalisateur : Chi Chi LaRue)
- Deep South Part 2, 2002 (Falcon, réalisateur : Chi Chi LaRue)
- The Dark Side, 2002 (Falcon)
- Bucketful O' Chicken, 2002 (All Worlds Video)
- Blades, 2002 (Studio 2000)
- Aftershock: Part 1, 2002 (Mustang, réalisateur : Chi Chi LaRue)
- Up for Promotion, 2003 (Regiment Productions, réalisateur : Paul Barresi)
- BoyLand, 2003 (All Worlds Video)
- The Matrixxx: A Muscle Explosion, 2004 (Big Blue Productions)
- Kept, 2004 (Falcon, directed by Chi Chi LaRue)
- Huge Deposits, 2004 (Unzipped Video, réalisateur : Chi Chi LaRue)
- Brute, 2004 (Big Blue Productions)
- Getting It in the End, 2005 (Jocks)
- Deceived, 2005 (Rascal Video, Channel 1 Releasing, réalisateur : Chi Chi LaRue)
- Brandon Lee's Hot Shots, 2005 (Rascal Video, Channel 1 Releasing, réalisateur : Chi Chi LaRue)
- World Splash Orgy 2005, 2005 (All Worlds Video, réalisateur : Chi Chi LaRue)